# ФК Тисафелдвари ВШЕ
ФК Тисафелдвари ВШЕ (мађ. Tiszaföldvári Városi Egyesület), је мађарски фудбалски клуб. Седиште клуба је у Тисафелдвару, Јас-Нађкун-Солнок,Мађарска. Боје клуба су плава и бела. Тренутно се такмичи у четвртој жупанијској лиги Мађарске у фудбалу|НБ IV.

## Имена клуба
- ?–1948 Удружење за самообразовање младих Тисафекдвар − Tiszaföldvári Ifjúsági Önképző Egylet
- 1948–1949 Тисафекдвар МТЕ − Tiszaföldvári MTE
- 1949–1950 Тисафекдвар КИОС − Tiszaföldvári KIOSz
- 1950–1951 Тисафекдвар Ц. КИОС − Tiszaföldvári Sz. KIOSz
- 1951 - ?  Тисафекдвар СШЕ − Tiszaföldvári SzSE
- ?–? Тисафекдвар ТС ШК − Tiszaföldvári TSZ SK
- ?–? Тисафекдвар ВШЕ − Tiszaföldvári VSE

- 2000 године се ујединио са ФК Тисафелдвар ЛК